# Провідна система серця

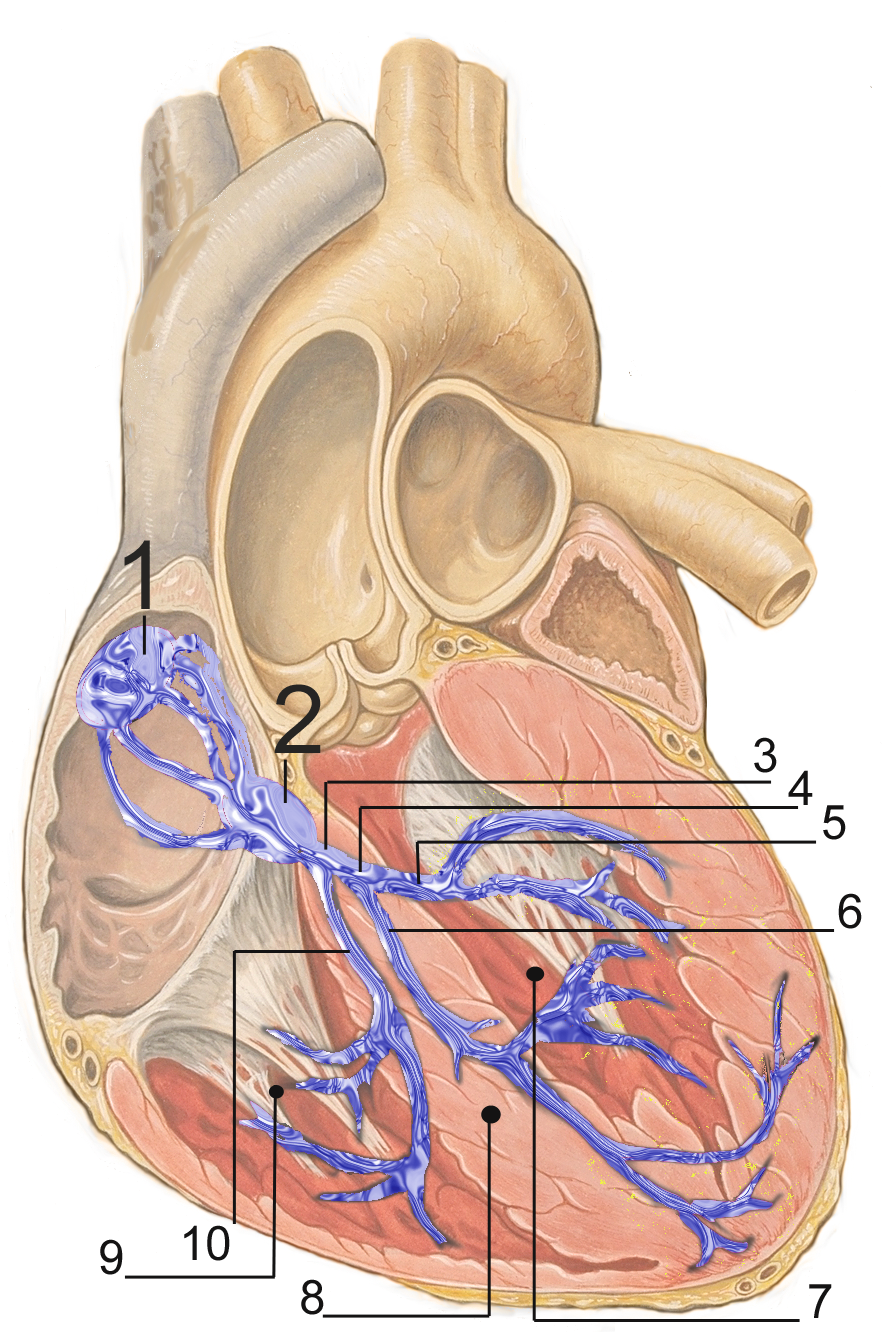
1. Синоатріальний вузол
2. Атріовентрикулярний вузол
3. Пучок Гіса
4. Ліва ніжка пучка Гіса
5. Задня гілка лівої ніжки пучка Гіса
6. Передня гілка лівої ніжки пучка Гіса
7. Лівий шлуночок
8. Міжпередсердна перетинка
9. Правий шлуночок
10.Права ніжка пучка Гіса

Провідна система серця — група високоспеціалізованих клітин серця, які мають здатність виробляти імпульси та їх проводити. Клітини розташовуються щільно, утворюючи складові провідної системи серця:
- синусово-передсердний вузол (вузол Кіса— Флека) — СА-вузол
- міжвузлові передсердні шляхи: передній — Бахмана (він же міжпередсердний), середній —  Венкебаха і задній —  Тореля
- атріовентрикулярний вузол (вузол Ашоффа— Тавари) — АВ-вузол
- пучок Гіса:

ліва ніжка пучка Гіса:
 — задня гілка лівої ніжки пучка Гіса
 — передня гілка лівої ніжки пучка Гіса: права ніжка пучка Гіса
- волокна Пуркінє

Всім відділам провідної системи притаманний автоматизм, тобто здатність генерувати імпульси. В нормі, вироблені СА-вузлом імпульси, поширюються передсердними шляхами до АВ-вузла, через нього до пучка Гіса та волокнами Пуркінє до м'язів шлуночків серця.
Найдоступнішим методом оцінки роботи провідної системи серця є електрокардіографія.
Інколи, виникає потреба в складніших діагностичних процедурах:
- Черезстравохідна електрокардіографія
- Внутрішньосерцеве електрофізіологічне дослідження

## Призначення

### Генерація потенціалу дії
Основна стаття: Потенціал дії серця
Серцевий м’яз має певну схожість з нейронами та скелетними м’язами, а також важливі неповторні властивості. Як і нейрон, дана клітина міокарда має негативний мембранний потенціал у стані спокою. Спонукання вище порогового значення, викликає відкриття потенціалзалежних іонних каналів і надходження катіонів у клітину. Позитивно заряджені іони, що прибувають до клітини, викликають деполяризацію притаманну потенціалу дії. Як і скелетні м’язи, деполяризація спричиняє відкриття потенціалзалежних кальцієвих каналів і вивільнення Ca2+ з t-канальців. Цей приплив кальцію відбувається завдяки вивільненню його з саркоплазматичного ретикулуму, а вільний Ca2+ призводить до скорочення м’язів. Після затримки, калієві канали знову відкриваються і вислідний потік K+ з клітини зумовлює реполяризацію до стану спокою.
Існують важливі фізіологічні відмінності між вузловими клітинами та клітинами шлуночків; особливі відмінності в іонних каналах і механізмах поляризації, забезпечують неповторні властивості клітин SA-вузла, особливо мимовільну деполяризацію, потрібну для  активності кардіостимулятора SA-вузла.

### Вимоги до дієвого прокачування
Для якнайбільшої ефективності скорочень і серцевого викиду, провідна система серця має:
- Значну затримку між передсердями та шлуночками. Це дозволяє передсердям повністю спорожнити свій вміст у шлуночки; одночасне скорочення призвело-б до неефективного наповнення та зворотного потоку. Передсердя електрично ізольовані від шлуночків, з’єднані лише крізь AV-вузол, який ненадовго затримує сигнал.

- Узгоджене скорочення клітин шлуночків. Шлуночки повинні щонайбільше піднести систолічний тиск, щоби проштовхувати кров крізь систему кровообігу, отже всі клітини шлуночків повинні працювати разом.

- Скорочення шлуночків починається на верхівці серця, розвиваючись далі та викидаючи кров у великі артерії. Скорочення, яке витискає кров до виходу, є більш ефективним, ніж просте стискання з усіх боків. Хоча шлуночковий подразник походить від AV-вузла в стінці, що розділяє передсердя і шлуночки, пучок Гіса проводить сигнал до верхівки.

- Деполяризація поширюється крізь серцевий м’яз дуже швидко. Клітини шлуночків скорочуються майже одночасно.

- Потенціали дії серцевого м’яза надзвичайно тривалі. Це запобігає передчасному розслабленню, підтримуючи початкове скорочення, поки весь міокард не встигне деполяризуватися і скоротитися.

- Відсутність тетанії. Після скорочення серце має розслабитися, щоби знову наповнитися. Тривале скорочення серця без розслаблення було би фатальним, а цьому запобігає тимчасова інактивація певних іонних каналів.